# Prosinec 2020
Toto je archivovaný článek z portálu Aktuality.
1. prosince – úterý
 Čínská lunární sonda Čchang-e 5 přistála v Oceánu bouří na přivrácené straně Měsíce, kde odebere horninové vzorky.

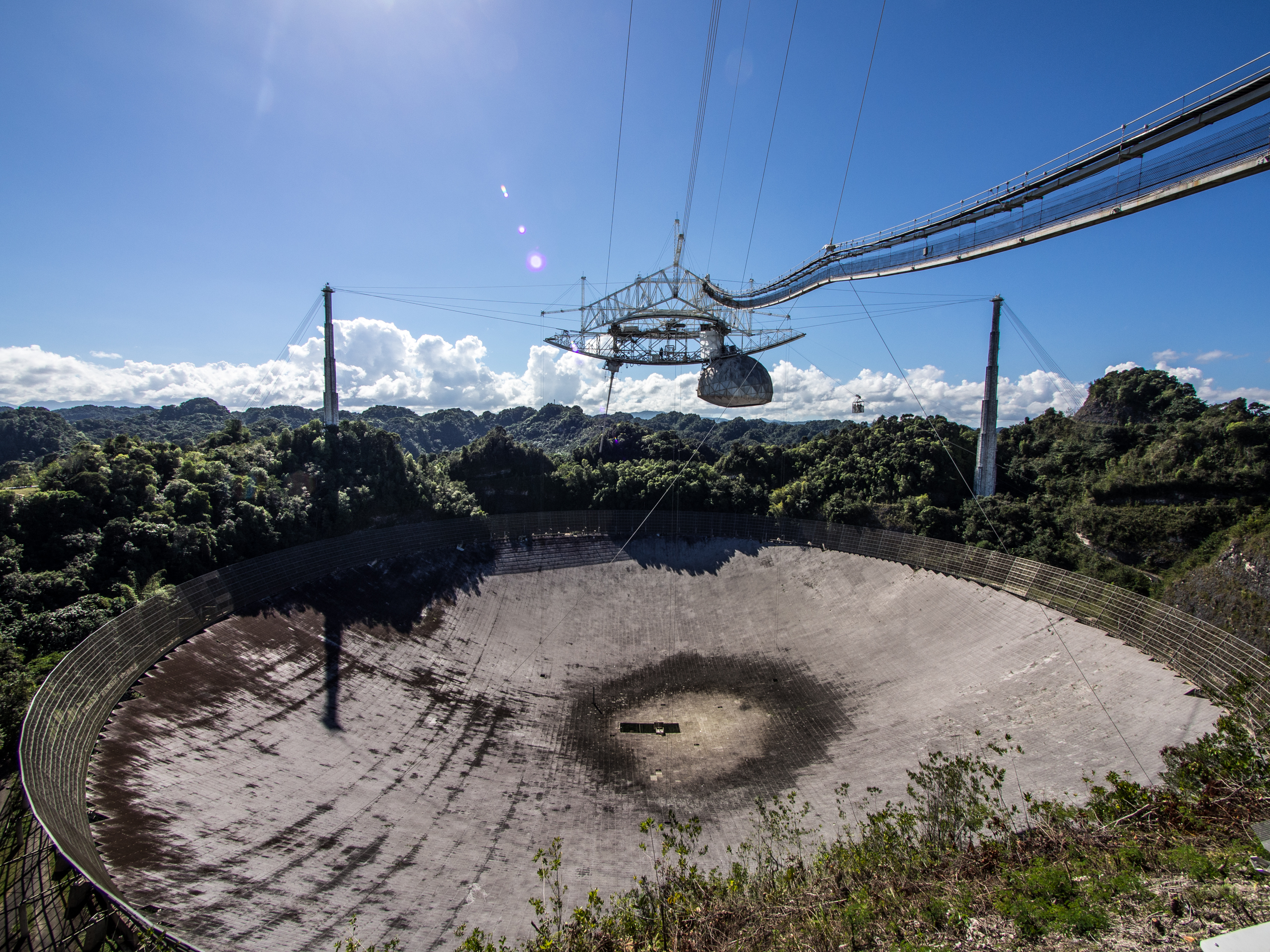
radioteleskop observatoře Arecibo

 Poškozený radioteleskop (na obrázku) Observatoře Arecibo v Portoriku se definitivně zhroutil. Šlo o druhý největší jednoaparátový radioteleskop na světě, známý mimo jiné z filmů Zlaté oko a Kontakt.
 Policie v ruské Kazani zadržela muže, o němž se domnívá, že v letech 2010 až 2011 zavraždil v Povolží a na Urale nejméně 20 důchodkyň. Média pachateli přezdívala Povolžský maniak. Zadržený se údajně k vraždám přiznal.
 Arizona a Wisconsin potvrdily volební vítězství Joa Bidena. Republikánský ministr spravedlnosti William Barr prohlásil, že nebyly odhaleny žádné volební manipulace, které by mohly změnit volební výsledek.
2. prosince – středa

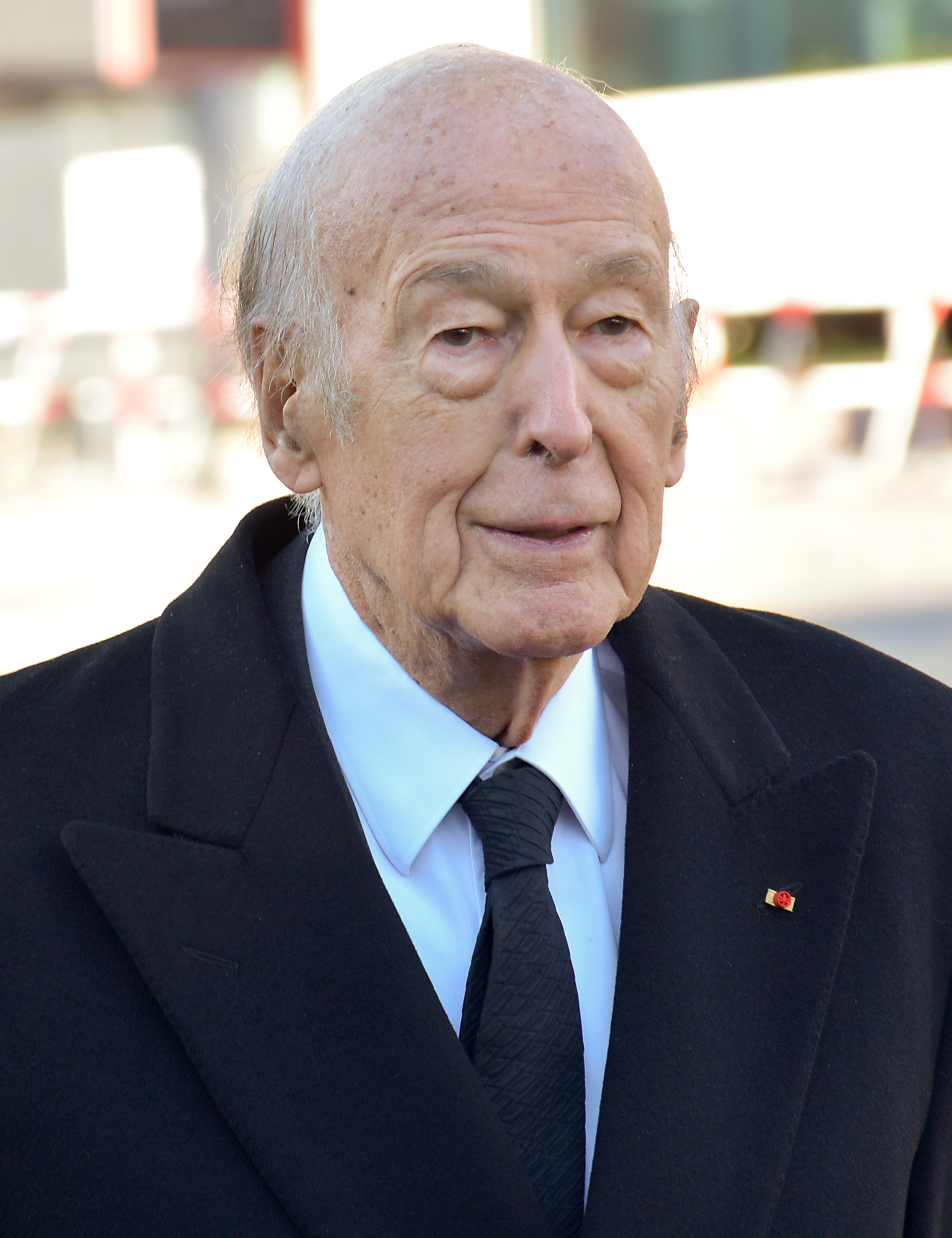
Valéry Giscard d'Estaing

 Ve věku 94 let zemřel Valéry Giscard d'Estaing (na obrázku), francouzský politik a dvacátý prezident Francie.
 Na australském ostrově Fraser se ani po 6 týdnech nedařilo dostat pod kontrolu rozsáhlý požár, ohrožující vzácnou faunu a flóru, kvůli níž byl ostrov zapsán do seznamu světového dědictví UNESCO.
3. prosince – čtvrtek
 Bývalý předseda spolku Milion chvilek pro demokracii Mikuláš Minář představil nové politické hnutí Lidé PRO.
 V Česku začal platit 3. stupeň protiepidemického systému a otevřely se všechny obchody a restaurace.
4. prosince – pátek
 Bangladéšská vláda začala přesídlovat z přeplněných uprchlických táborů více než 1 600 příslušníků rohinské menšiny na zaplavovaný ostrov Thengar Čár. Organizace pro lidská práva to kritizují, protože ostrov je často zaplavován vodou a je nevhodný pro trvalé osídlení.
 Ve věku 84 let zemřela literární historička a mluvčí Charty 77 Marie Rút Křížková.
 Ve věku 96 let zemřel publicista, překladatel a filmový kritik Antonín Jaroslav Liehm.
 Černohorský parlament schválil novou vládu premiéra Zdravka Krivokapiče.
5. prosince – sobota

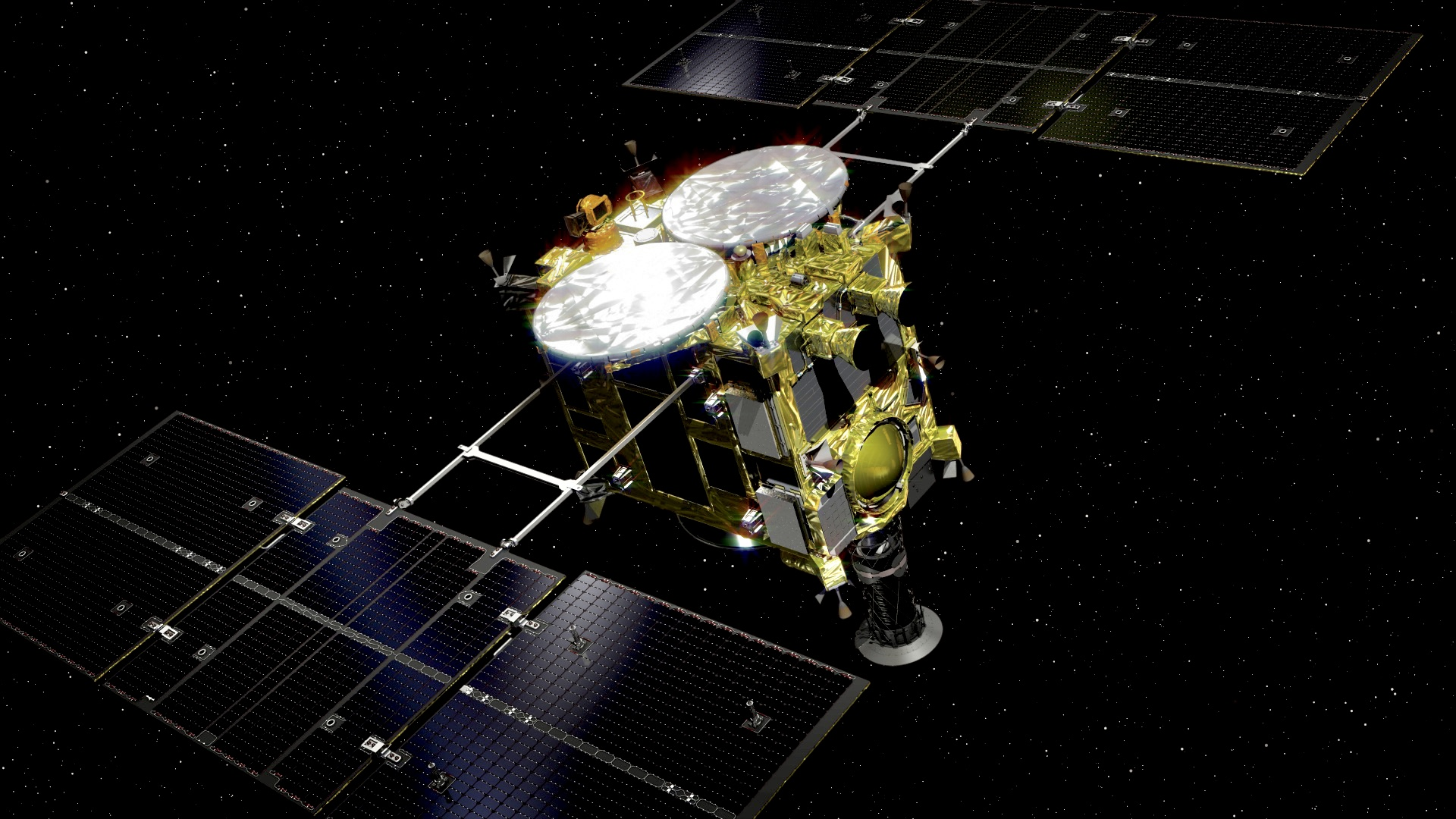
Hajabusa 2

 Japonská sonda Hajabusa 2 (na obrázku) úspěšně doručila na Zemi vzorky hornin z planetky Ryugu.
 V Rusku bylo zahájeno očkování obyvatel proti covidu-19 vakcínou Sputnik V. Přednostní nárok mají zdravotníci, sociální pracovníci a zaměstnanci ve školství.
 Vládní odborná komise doporučila ukončení využívání uhlí v Česku pro výrobu elektřiny a tepla v roce 2038. Termín byl zvolen tak, aby se podařilo zachovat energetickou soběstačnost a stabilitu přenosové soustavy státu.
6. prosince – neděle
 V rumunských parlamentních volbách zvítězila opoziční sociálně demokratická strana a vládnoucí Národně liberální strana premiéra Ludovica Orbana skončila druhá.
 Ve venezuelských parlamentních volbách zvítězila vládní aliance prezidenta Nicoláse Madura. Řada zemí včetně Evropské unie volby neuznala.
 Vrah Samuela Patyho byl pohřben v Čečensku.
7. prosince – pondělí
 Parlamentní volby v Rumunsku vyhrála Sociálnědemokratická strana, středopravicové strany však získaly nadpoloviční většinu s šancí na sestavení vlády.

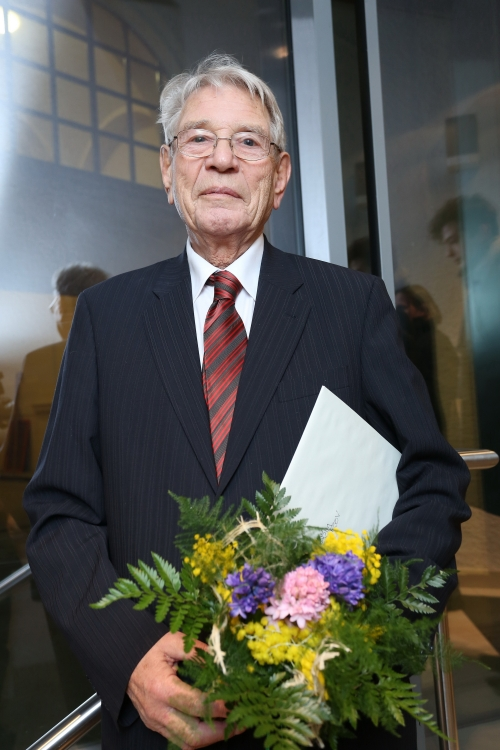
Vadim Petrov

 V 88 letech zemřel hudební skladatel, pedagog a klavírista Vadim Petrov (na obrázku).
8. prosince – úterý
 Pandemie covidu-19: Ve Spojeném království začalo očkování vakcínou vyvinutou společnostmi Pfizer a BioNTech.
9. prosince – středa
 Texas s podporou dalších 17 států a Donalda Trumpa podal stížnost k Nejvyššímu soudu na průběh voleb ve státech Georgie, Michigan, Pensylvánie a Wisconsin.
 Vyšetřovací komise australského parlamentu nařídila těžařské společnosti Rio Tinto zrekonstruovat zničený jeskynní systém v Hamersleyově pohoří, který byl posvátným místem australských domorodců.
10. prosince – čtvrtek
 Maroko a Izrael normalizovaly vzájemné vztahy. Spojené státy na oplátku uznaly marockou suverenitu nad Západní Saharou.
11. prosince – pátek

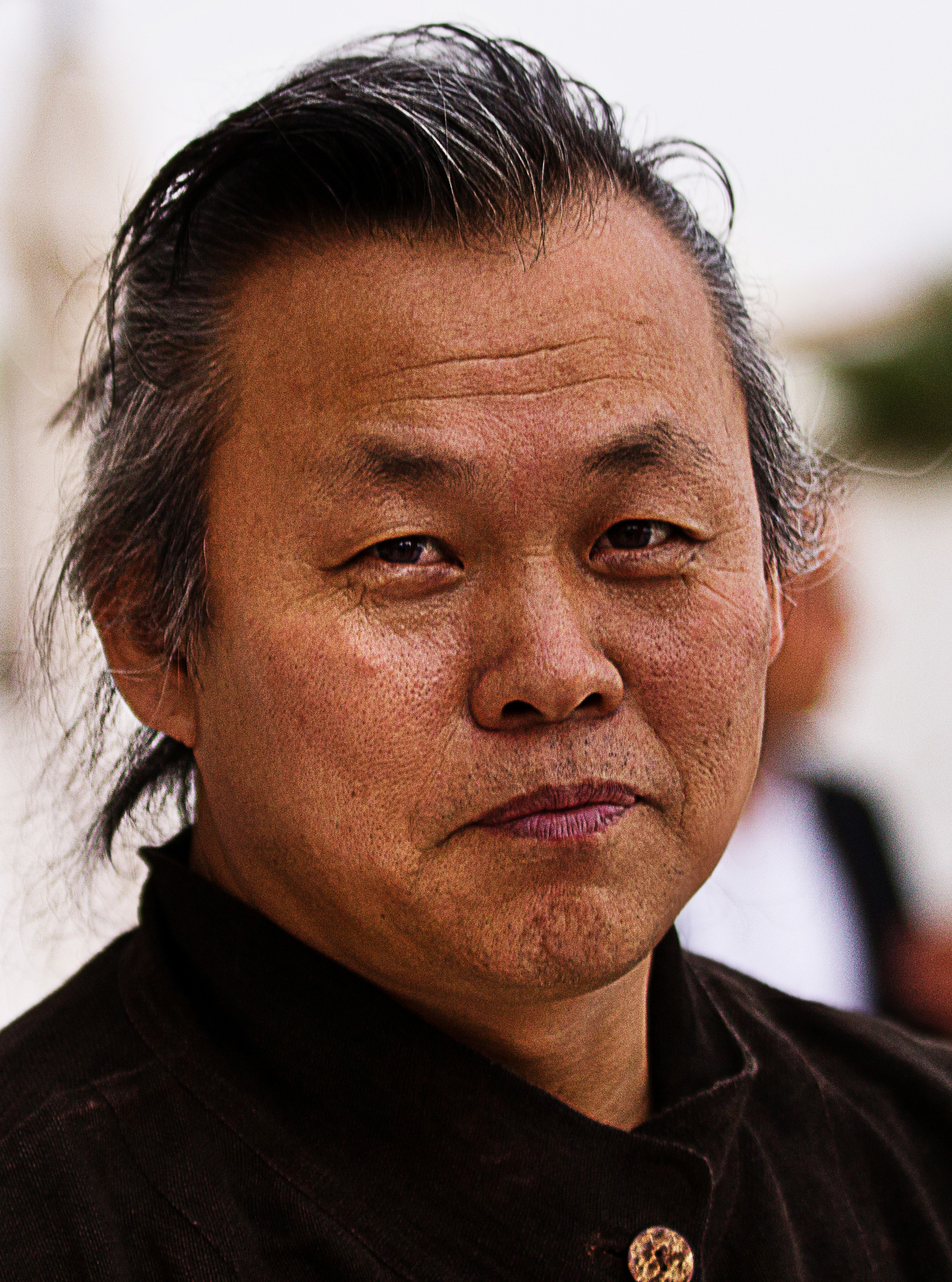
Kim Ki-duk

 Zvolený americký prezident Joe Biden a viceprezidentka Kamala Harrisová byli vybráni osobnostmi roku časopisu Time.
 V lotyšské Rize zemřel na covid-19 jeden z nejvýznamnějších jihokorejských režisérů Kim Ki-duk (na obrázku).
12. prosince – sobota
 Ve věku 89 let zemřel anglický spisovatel John le Carré.
 Byla porušena dohoda mezi Arménií a Ázerbájdžánem o příměří ve válce v Náhorním Karabachu. Arménie z porušení obvinila Ázerbájdžán. 
 V Íránu byl popraven opoziční novinář Rúholláh Zam.
 Americký nejvyšší soud zamítl Trumpem podporovanou žalobu Texasu na průběh prezidentských voleb ve státech Georgie, Michigan, Pensylvánie a Wisconsin.
14. prosince – pondělí
 Seznam.cz ukončil provoz online seznamky Lidé.cz.
 Ve věku 73 let zemřel francouzský fotbalový trenér Gérard Houllier.
15. prosince – úterý
 Mitch McConnell, předseda republikánské většiny v amerického senátu, poblahopřál zvolenému prezidentu Joeu Bidenovi.
16. prosince – středa
 Čínská sonda Čchang-e 5 dopravila na Zemi vzorky měsíčních hornin.
 Novým předsedou Rady České televize se stal novinář Pavel Matocha.
17. prosince – čtvrtek
 Na seznam děl ústního a nehmotného dědictví lidstva UNESCO byla zapsána Ruční výroba vánočních ozdob z foukaných skleněných perel z Poniklé na Krkonošsku.
18. prosince – pátek
 Ve věku 90 let zemřel český herec Jiří Hálek.
 Z kosmodromu Vostočnyj odstartoval Sojuz 2.1b, v prvním čistě komerčním startu vynesl na nízkou oběžnou dráhu 36 satelitů komunikační sítě OneWeb.
19. prosince – sobota
 V Hluboké nad Vltavou vykolejil vlak. Nikdo se nezranil.
 Z ostravských lagun byl odvezen poslední těžený kal, čímž skončila hlavní etapa sanace. Následovat bude sanace zeminy, podloží a vod.
20. prosince – neděle
 Ve věku 78 let zemřel evangelický duchovní a písničkář Svatopluk Karásek.
21. prosince – pondělí

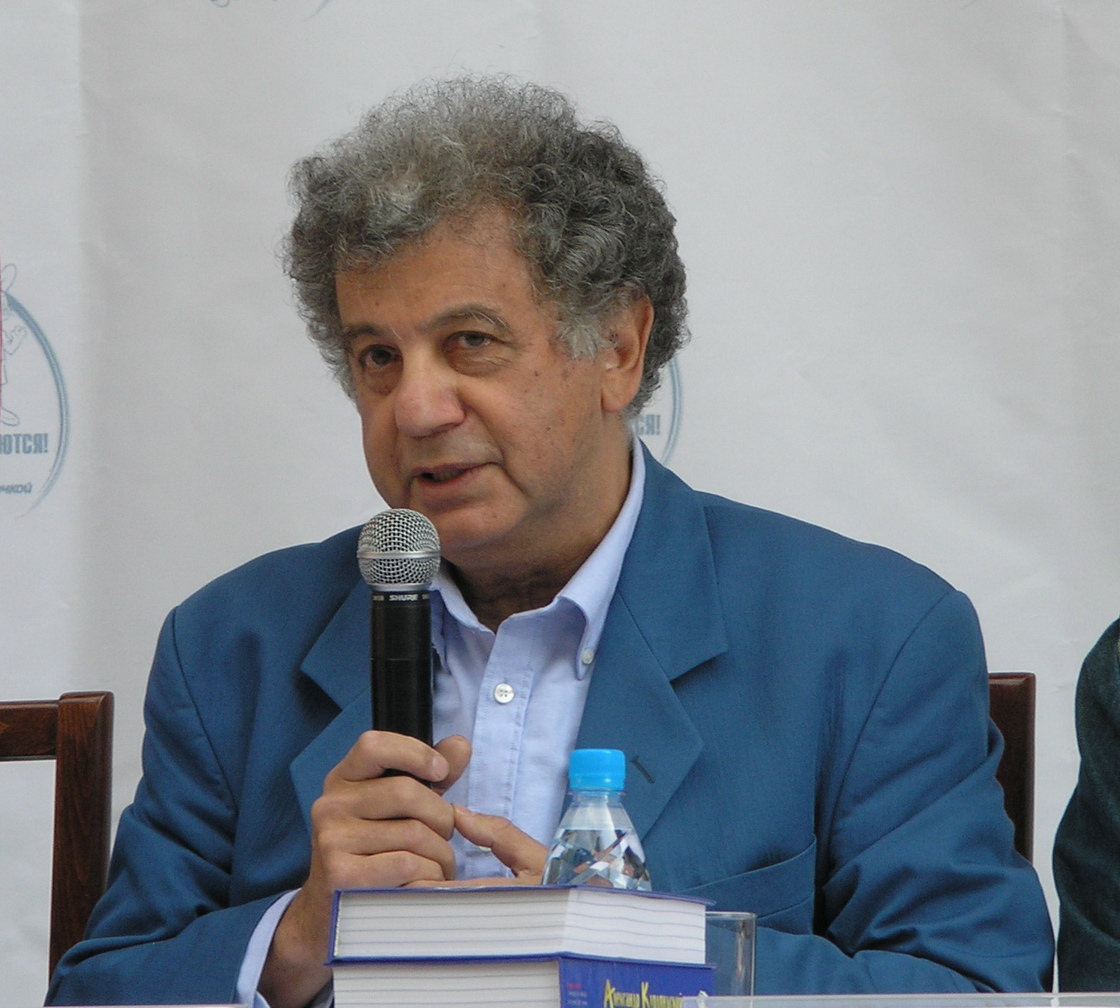
Alexandr Kurljandskij

 Ve věku 82 let zemřel ruský scenárista a spisovatel Alexandr Kurljandskij (na obrázku), spoluautor seriálu Jen počkej, zajíci!.
 Evropská komise schválila podmíněnou registraci vakcíny společností Pfizer a BioNTech proti onemocnění covid-19. 
 Pandemie covidu-19: Kvůli nové mutaci koronaviru se řada zemí včetně Česka izolovala od Spojeného království. 
22. prosince – úterý
 Poslanecká sněmovna schválila prodloužení nouzového stavu do 22. ledna 2021 a schválila daňový balíček, který ruší superhrubou mzdu.
 Ve věku 80 let zemřel režisér dokumentárních filmů a pedagog FAMU Karel Vachek.
 Z čínského kosmodromu Wen-čchang na ostrově Chaj-nan odstartovala raketa Dlouhý pochod 8 a na oběžnou dráhu Země vynesla 5 satelitů.
24. prosince – čtvrtek
 Spojené království a Evropská unie dosáhly dohody o pobrexitovém uspořádání.
25. prosince – pátek
 Několik domů bylo zničeno a nejméně tři lidé byli zraněni při výbuchu bomby v karavanu v centru Nashville, hlavního města státu Tennessee.
26. prosince – sobota
 Pandemie covidu-19: Do Česka dorazila z belgického Puursu dodávka s 9 750 dávkami vakcíny proti koronaviru SARS-CoV-2 vyvinutá firmami Pfizer a BioNTech. Přivezena byla do Fakultní nemocnice v Motole, odkud byla převezena do dalších tří pražských a dvou brněnských nemocnic.
 FSB rozbila buňku Islámského státu v Dagestánu a překazila tak plánovaný teroristický útok.

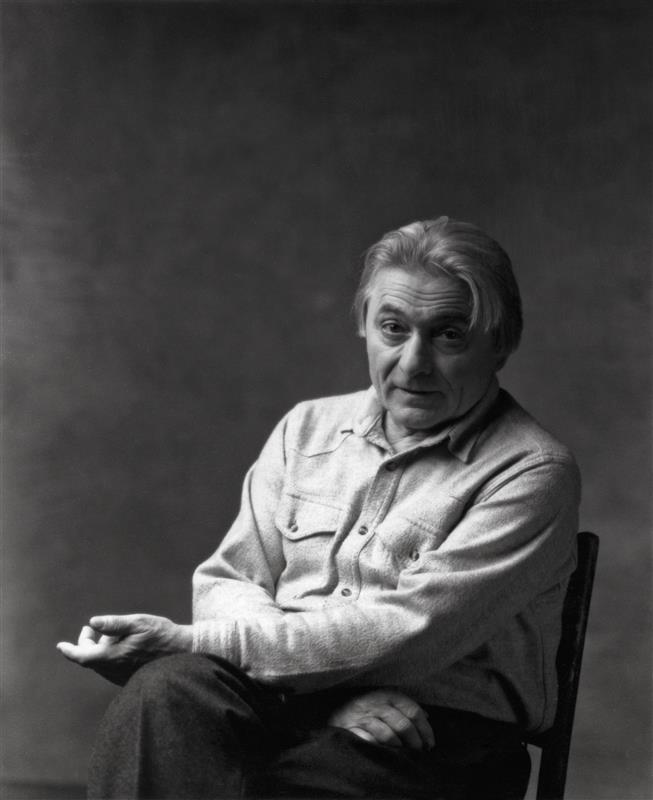
Ladislav Mrkvička

27. prosince – neděle
 Ve věku 81 let zemřel herec Ladislav Mrkvička (na obrázku).
 Pandemie covidu-19: V Česku začalo očkování proti covidu-19. Mezi prvními, kteří vakcínu obdrželi, byli premiér Andrej Babiš, ministr zdravotnictví Jan Blatný a válečná veteránka Emilie Řepíková. 
 Čína snížila hranici trestní odpovědnosti ze 14 let na 12.
28. prosince – pondělí
 Kolínskou elektrárnu zasáhl silný požár. 
 Chorvatsko bylo zasaženo zemětřesením o síle 5,1 stupně na Richterově stupnici. Epicentrum se nacházelo v okolí měst Sisak a Petrinja. 
 Prezident Miloš Zeman stanovil termín parlamentních voleb na 8. a 9. října 2021. 
29. prosince – úterý

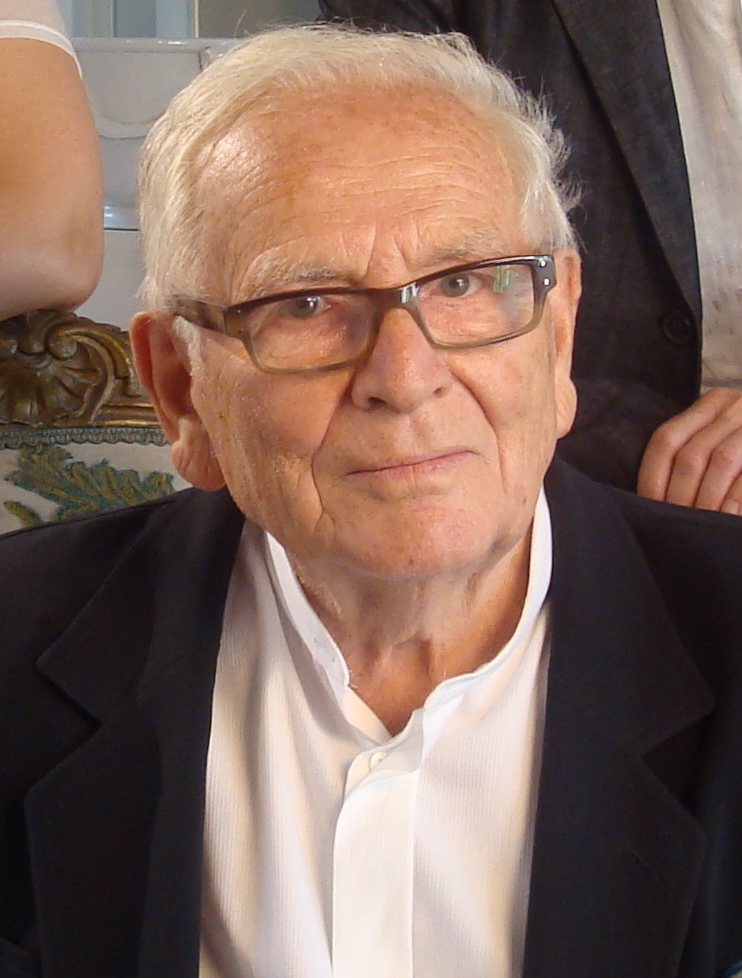
Pierre Cardin

 Milan Lučanský, bývalý prezident slovenského policejního sboru, spáchal ve vazbě sebevraždu. 
 Nedaleko města Petrinja došlo k zemětřesení o síle 6,4 stupně na Richterově stupnici. 
 Ve věku 98 let zemřel francouzský módní návrhář Pierre Cardin (na obrázku). 
30. prosince – středa
 Spojené království schválilo vakcínu proti koronaviru SARS-CoV-2 od firmy AstraZeneca. 
31. prosince – čtvrtek
 Světová zdravotnická organizace schválila vakcínu proti koronaviru SARS-CoV-2 od společností Pfizer a BioNTech pro nouzové použití. 
 Ve věku 93 let zemřel francouzský herec, režisér a scenárista Robert Hossein. 